# Yushin Maru
Le Yushin Maru no 1 est un navire de la flotte baleinière japonaise appartenant à l'Institut japonais de recherche sur les cétacés.